# Евстафьев, Андрей Иванович
Андрей Иванович Евстафьев (род. 8 сентября 1972, Прокопьевск, Кемеровская область) — российский хоккеист, защитник; тренер. Мастер спорта России международного класса.

## Биография
Воспитанник прокопьевского хоккея, тренер Василий Иванович Калюжный. Начинал играть в команде второй советской лиги «Шахтёр» Прокопьевск в сезоне 1989/90. По ходу следующего сезона перешёл в команду первой лиги «Авангард» Омск, затем — в «Металлург» Новокузнецк, за который играл до сезона 1999/2000. Выступал за «Локомотив» Ярославль (2000/01), «Северсталь» Череповец (2001/02), «Авангард» (2002). В ноябре 2002 на правах аренды был отдан в «Сибирь» Новосибирск, в начале 2003 был обменян на Сергея Розина. В сезонах 2003/04 — 2004/05 вновь играл за «Металлург» Новокузнецк. Летом 2005 года перешёл в петербургский СКА. В конце сезона в матче с «Сибирью» в результате столкновения с вратарём-одноклубником Максимом Соколовым получил тяжёлую травму глаза. Перенёс несколько операций, фактически став инвалидом. После смены руководства СКА судился с клубом, не платившим ему зарплату по условиям контракта. Летом 2007 года тренировался в системе новокузнецкого «Металлурга», надеясь выйти на лёд, но завершил карьеру.
Бронзовый призёр чемпионата России 2000 года. Участник чемпионата мира 2001 года. За сборную России провёл 16 матчей, забил одну шайбу, сделал 4 передачи.
В сезонах 2009/10 — 2011/12 работал тренером и главным тренером команды МХЛ «Сибирские снайперы». Работал тренером в ДЮСШ Тюмени (команды «Газовик», «Тюменский легион»). В сезоне 2014/15 — тренер команды МХЛ «Кузнецкие медведи». Следующие два сезона — тренер в команде КХЛ «Металлург» Новокузнецк. С сезона 2020/21 — тренер команды МХЛ «Омские ястребы». В декабре 2024 года назначен главным тренером клуба «Омские крылья». 